# Skimmelflagermus
Skimmelflagermusen (Vespertilio murinus) er en flagermus i familien barnæser. Den er udbredt i store dele af Europa og Asien. I Danmark er den almindelig i Nordøstsjælland, hvor den om sommeren jager insekter højt over søer eller det åbne land og i vinterhalvåret findes i høje bygninger. Om efteråret og først på vinteren er hannernes skrig hørbare over byen.

## Udseende
Skimmelflagermusen har et vingefang på 25-30 cm, en kropslængde på cirka 6 cm og en vægt på 10-20 g. Pelsen er mørkebrun på oversiden og gråhvid på undersiden. En del af rygsidens hår har lyse spidser, så pelsen får et sølvagtigt eller skimlet skær. Ørerne og flyvehuden er meget mørkt brune. Ørets bagkant løber i en bue ned på siden af hovedet og så igen op, så det ender bag mundvigen. Hudlappen bag haleflyvehudens sporebrusk er meget smal. Vingeflyvehuden når til ydertåens basis.

## Levevis
Skimmelflagermusen begynder først at jage om aftenen, når det er næsten helt mørkt. Den jager normalt højt, især over åbent landskab og søer, men kan også jage over hegn og skovkanter. I Nordsjælland kan den i sensommer og tidligt efterår ses jage i stor mængde over bredderne af de store søer. På denne tid af året kan den også ses over moderne gadelamper uden for større byer ligesom sydflagermus, nordflagermus og brunflagermus. Især lamper med et blålighvidt lys tiltrækker mange insekter.
Skimmelflagermusen er blevet kaldt storbyens flagermus, fordi den om efteråret søger ind til høje bygninger i byen, for at gå i dvale og fordi det er her hannens "revirsang" høres. Den går ofte i dvale i sprækker i yderbeklædningen af høje bygninger. Det kan være 4-5 etager (eller mere) høje gamle karréer eller på 14.-16. etage af egentlige højhuse. Artens naturlige overvintrings- og parringssteder er lodrette klippevægge, hvilket kendes fra Østeuropa. Om sommeren derimod opholder skimmelflagermusen sig i lave bygninger på landet, i landsbyer eller i byernes udkant, tæt på dens jagtområder. Den er kun meget sjældent fundet i hule træer.
Efter drægtigheden føder hunnen oftest i juni/juli tvillinger. I modsætning til andre europæiske flagermus har hunner af arten to par dievorter.

### Stemme
Stemmen, der menes at skulle tjene til at hævde hannens territorium og tiltrække hunner, består af høje tikkende lyde. Den høres i parringstiden om efteråret. Det var i Danmark, at der første gang blev bevist en sammenhæng mellem de tikkende lyde og skimmelflagermusen. I begyndelsen af 1900-tallet var det et mysterium, hvorfra disse natlige lyde stammede. Nogle mente fx, at lydene kom fra telefonledninger, mens andre mente at de kom fra dødningehovedet. I 1920 iagttog to mennesker, der havde sat sig for at løse gåden, en flagermus fremføre denne lyd ved St. Petri Kirke i København. Flagermusen blev straks skudt ned og det viste sig at være en skimmelflagermus. Lyden i revirsangen falder typisk fra 30 kHz til 14 kHz, men det er kun de lavere af disse frekvenser, der kan høres af mennesker.
Udover disse hørlige lyde, benytter skimmelflagermusen høje, kraftige ultralyde, når den jager.

## Udbredelse
Skimmelflagermusen har en østlig udbredelse i Europa, der strækker sig fra Tyskland gennem Østeuropa og hele Asien. Arten er kendt for at strejfe meget og for regulært træk. Ynglebestande er derfor også fundet længere mod vest, f.eks. i Holland. Strejfere er fundet i bl.a. Storbritannien, Færøerne og Baskerlandet.
I Danmark er skimmelflagermusen især udbredt i Nordøstsjælland, hvorfra verdens tætteste bestand er kendt. Den findes desuden spredt i resten af landet, fx høres hvert efterår "spillende" hanner i Århus, der stammer fra dyr, der sandsynligvis har sommeropholdssted i Østjylland.